# Pleasant Garden
Pleasant Garden és una població dels Estats Units a l'estat de Carolina del Nord. Segons el cens del 2000 tenia 4.714 habitants.

## Demografia
Segons el cens del 2000, Pleasant Garden tenia 4.714 habitants, 1.783 habitatges i 1.383 famílies. La densitat de població era de 118,6 habitants per km².
Dels 1.783 habitatges en un 34,1% hi vivien nens de menys de 18 anys, en un 65,3% hi vivien parelles casades, en un 8,4% dones solteres, i en un 22,4% no eren unitats familiars. En el 18,4% dels habitatges hi vivien persones soles el 7,6% de les quals corresponia a persones de 65 anys o més que vivien soles. El nombre mitjà de persones vivint en cada habitatge era de 2,62 i el nombre mitjà de persones que vivien en cada família era de 2,97.
Per edats la població es repartia de la següent manera: un 25% tenia menys de 18 anys, un 5,6% entre 18 i 24, un 29,3% entre 25 i 44, un 27,9% de 45 a 60 i un 12,2% 65 anys o més.
L'edat mediana era de 39 anys. Per cada 100 dones de 18 o més anys hi havia 93,5 homes.
La renda mediana per habitatge era de 45.833 $ i la renda mediana per família de 51.818 $. Els homes tenien una renda mediana de 36.052 $ mentre que les dones 29.778 $. La renda per capita de la població era de 20.679 $. Entorn del 8% de les famílies i el 8,9% de la població estaven per davall del llindar de pobresa.

## Poblacions més properes
El següent diagrama mostra les poblacions més properes.